# Benjamín Cuello
Benjamín Cuello Henríquez (Sevilla, Magdalena, 17 de marzo de 1953) es un narrador deportivo colombiano de radio y televisión. Actualmente es conferencista y sigue narrando como locutor estrella en algunos medios. Relata fútbol en Colmundo Radio.

## Biografía
Nació el 17 de marzo de 1951 en Sevilla (Magdalena), es un reconocido narrador deportivo colombiano de radio y televisión. Muy niño se fue a vivir a Aracataca, Magdalena, tierra de Gabriel García Márquez. Su papá administraba fincas de banano, y allí vivió 20 años, Su afición por la narración y la locución empezó oyendo narrar béisbol en Barranquilla a Marcos Pérez Caicedo, quien más adelante lanzó un concurso del “mejor narrador joven de Colombia” y él clasificó entre los 6 finalistas, y como perseveró, Marcos Pérez, le vio las condiciones y lo dejó. 
Empezó en RCN radio Barranquilla como locutor comercial, y a narrar desde 1971, en el 1976 estaba trabajando en Cúcuta y en el 77 lo llevaron a narrar a Venezuela. llegó por un año y se quedó ocho. Vivió en Mérida, trabajando con Radio Cumbre y narrando para Estudiantes de Mérida F.C. y U.L.A. Mérida F.C.. En 1982, fue con Radio Caracas al mundial en España, al lado de Andrés Salcedo, Helenio Herrera y César Luis Menotti. Llegó a Cali al Grupo Radial Colombiano en 1985 contratado por Marino Millan. Llegó a Caracol Bogotá, a través de una sugerencia de Yamid Amat y de Ricardo Alarcón. En la Bogotá se conocía como “Benjamín, el dueño de El Campín”, hizo grupo con Jaime Ortiz Alvear, Iván Mejía y Hernán Peláez. En Cali hizo una excelente dupla con Oscar Rentería y luego con Marino Millan. Cinco mundiales en directo en radio, juegos olímpicos, copas América y copas libertadores.
En sus 40 años de profesión ha trabajado con Menotti y Herrera (Mundial España 82 con radio caracas televisión. Con Gerson fuetbolista del Brasil del mundial 70 en la copa América de 1989 en Brasil, y en Caracol Radio con Hernán Peláez en Italia 90, César Augusto Londoño (USA 94). Jorge Valdano y Francisco Maturana (Francia 98), Iván Mejía Álvarez (Alemania 2006) Hernán Peláez e Ivan Mejia (Sudáfrica 2010). Narró los World Games 2013 por Telepacífico y Señal Colombia. Casado con Silvia Hernández Ospino, con quien tiene dos hijos Camilo Atahualpa y Carolina y autor del libro, “los intérpretes del gol” publicado en el 2007 en el que contiene varias entrevistas a los narradores de Colombia y América. Actualmente es narrador de Colmundo radio Bogotá y su comentarista es Charles Figueroa y dicta conferencias sobre la narración deportiva.